# Esperanzaïta
L'esperanzaïta és un mineral de la classe dels fosfats. Rep el nom de la mina La Esperanza, a Durango, Mèxic, on va ser descoberta.

## Característiques
L'esperanzaïta és un fosfat de fórmula química NaCa₂Al₂(AsO₄)₂(OH)F₄(H₂O)₂. Va ser aprovada com a espècie vàlida per l'Associació Mineralògica Internacional l'any 1988. Cristal·litza en el sistema monoclínic. La seva duresa a l'escala de Mohs és 4,5.
Segons la classificació de Nickel-Strunz, l'esperanzaïta pertany a «08.DM - Fosfats, etc. amb cations de mida mitjana i gran, (OH, etc.):RO₄ > 2:1» juntament amb els següents minerals: morinita, clinotirolita, tirolita, betpakdalita-CaCa, melkovita, betpakdalita-NaCa, fosfovanadilita-Ba, fosfovanadilita-Ca, yukonita, uduminelita, delvauxita i santafeïta.

## Formació i jaciments
Va ser descoberta a la mina La Esperanza, situada a la ciutat de Durango, a Mèxic. Es tracta de l'únic indret de tot el planeta on ha estat descrita aquesta espècie mineral.